# زيليوني بور (كراسنويارسك كراي)
زيلينيي بور (بالروسية: Зеленый Бор) هي مدينة في مقاطعة كراسنويارسك كراي في روسيا.
يبلغ عدد سكانها في عام 2015 حوالي 2813 نسمة.